# Leucanthemopsis alpina
Marguerite des Alpes
Espèce
Classification phylogénétique
Statut de conservation UICN

 LC  : Préoccupation mineure
Leucanthemopsis alpina, la Marguerite des Alpes, est une espèce de plantes à fleurs du genre Leucanthemopsis et de la famille des Asteraceae.

## Synonyme
- Chrysanthemum alpinum L.

## Description
C'est une petite plante vivace (3 à 15 cm). Sa tige est presque nue, ses feuilles plus ou moins cotonneuses et blanchâtres.

## Habitat
Espèce montagnarde des éboulis ou des rocailles sur des sols siliceux, à des altitudes variant entre 1 800 et 2 800 m. Floraison de juillet à septembre.

## Répartition
Alpes, Pyrénées, et Corse.

## Statut de protection
En France, l'espèce est protégée en Corse.

### Liens externes

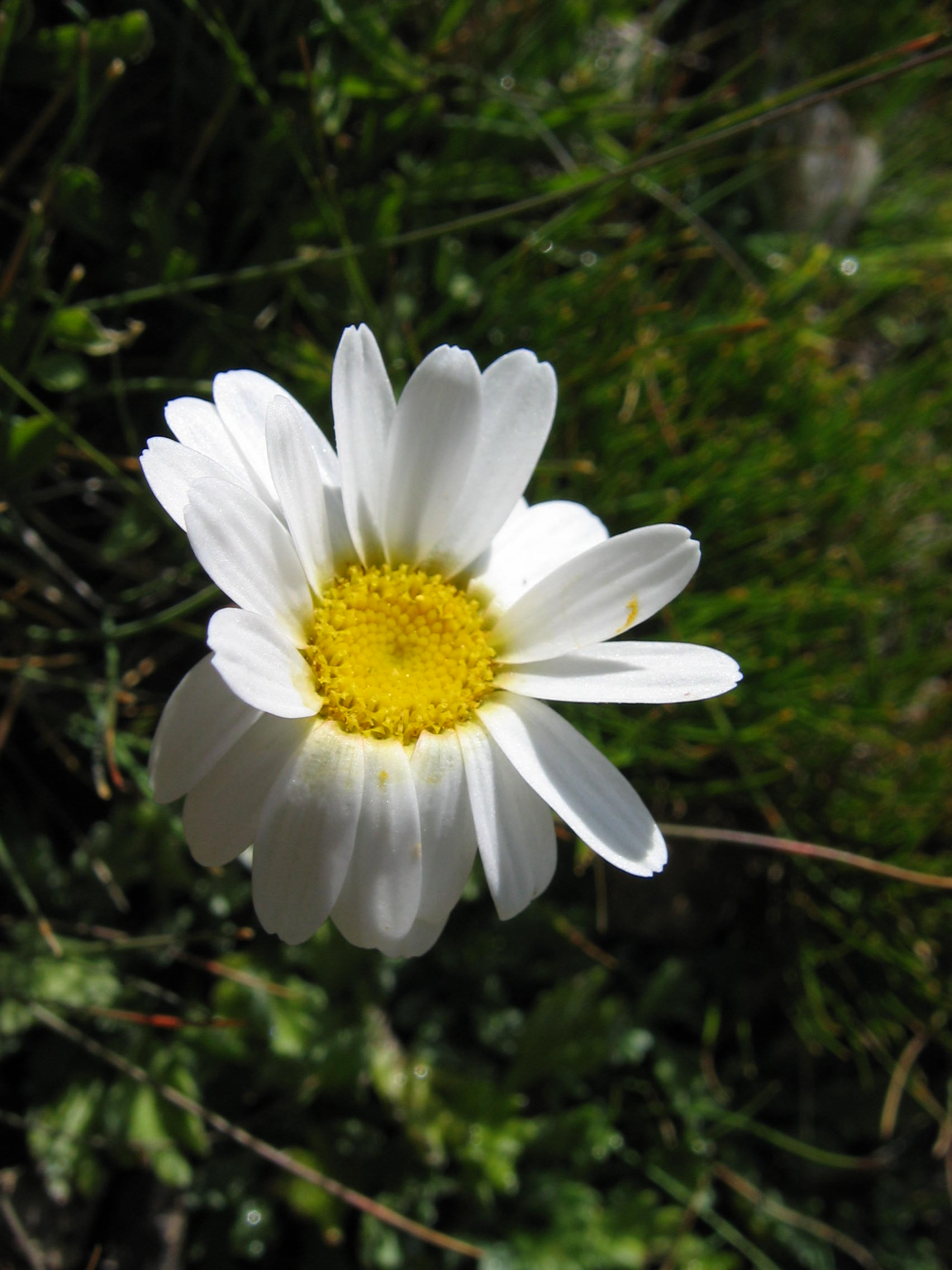
Marguerite des Alpes.